# ژوزه فاریا
ژوزه فاریا (انگلیسی: José Faria؛ ۲۶ آوریل ۱۹۳۳ – ۸ اکتبر ۲۰۱۳) بازیکن و مربی سابق فوتبال اهل برزیل بود.
وی سرمربی تیم ملی فوتبال مراکش در جام جهانی فوتبال ۱۹۸۶ بوده است